# Pensiero positivo
Con il termine pensiero positivo si designa una scuola di pensiero che sostiene il vantaggio di allineare la mente a uno stato di positività, superando gli schemi di pensiero negativi sussistenti e creandone di nuovi, più ottimisti e sani, al fine di affrontare con fiducia la propria esperienza di vita e raggiungere il benessere psicofisico.

## Tecniche
Il pensiero positivo nasce e si sviluppa come tecnica di modifica e di miglioramento della qualità della vita attraverso l'osservazione e la gestione cosciente dei propri pensieri. 
Uno dei principali presupposti su cui si basa la filosofia del pensiero positivo è infatti che i pensieri sono materia viva e creativa, sulla quale l'individuo ha ampia possibilità d'intervento.
La tecnica principale attraverso cui il pensiero positivo è messo in atto è costituita dalle "affermazioni", ovvero frasi che contengono in sé le caratteristiche mentali, fisiche e spirituali che l'individuo desidera possedere oppure gli eventi che desidera che accadano. Le affermazioni possono essere pronunciate ad alta voce, pensate o anche cantate, portando così attraverso questa costante ripetizione a una lenta riprogrammazione della mente subconscia.
Altre tecniche corollarie usate nel pensiero positivo per rafforzare l'efficacia delle affermazioni sono la visualizzazione creativa e la meditazione.

## Correnti
Si possono individuare due correnti principali all'interno di coloro che sostengono il pensiero positivo.
La prima è di impronta più psicologica e pone l'accento soprattutto sul processo di riprogrammazione del subconscio. Tra gli esponenti più noti di questa corrente Martin Seligman, considerato il fondatore della psicologia positiva e la psicologa tedesca residente nel Regno Unito Vera Peiffer.
La seconda invece parte da principi di tipo metafisico e spirituale e ha il suo esponente di spicco nella statunitense Louise Hay. Questa corrente deriva direttamente dal movimento del New Thought, che per primo formulò il principio di quella che venne denominata "preghiera affermativa". Tale tecnica è presentata in modo dettagliato nelle opere di Florence Scovel Shinn, considerata dalla Hay come una sua fonte primaria di ispirazione. Nel sistema di pensiero del New Thought ogni nostro pensiero in ogni istante crea la nostra realtà e quello che pensiamo oggi creerà la nostra realtà di domani. Affermare ciò che vogliamo e riprogrammare i propri pensieri diventa quindi la chiave per allinearsi con le leggi dell'universo e ottenere quello che desideriamo dalla vita.
È grazie all'opera di Louise Hay Puoi guarire la tua vita che questa parte del sistema di pensiero del New Thought ha raggiunto una nuova grande diffusione diventando popolare anche tra chi non segue la dottrina religiosa/filosofica del Nuovo Pensiero in tutti i suoi aspetti. Per questo motivo, sebbene il New Thought da cui deriva e di cui costituisce parte, sia un movimento a sé, il pensiero positivo in questa sua veste presa a sé stante e attualizzata è spesso considerato come uno dei tanti movimenti che compongono il variegato universo della New Age.
Uno dei maggiori contributi alla diffusione del pensiero positivo in Italia è portato avanti dalla rete italiana della positività Mezzopieno, un collettivo di enti, associazioni, ricercatori e persone comuni impegnate in diversi settori della società per la diffusione della cultura della positività, tra cui la fondazione della prima free press nazionale di sole buone notizie nel 2014 e del TG delle Buone Notizie, realizzato dai ragazzi delle scuole italiane per raccontare la realtà in modo positivo e credere nel mondo e negli esseri umani con fiducia.